# Pultenaea villosa
Pultenaea villosa är en ärtväxtart som beskrevs av Carl Ludwig von Willdenow. Pultenaea villosa ingår i släktet Pultenaea och familjen ärtväxter. Inga underarter finns listade i Catalogue of Life.

## Bildgalleri

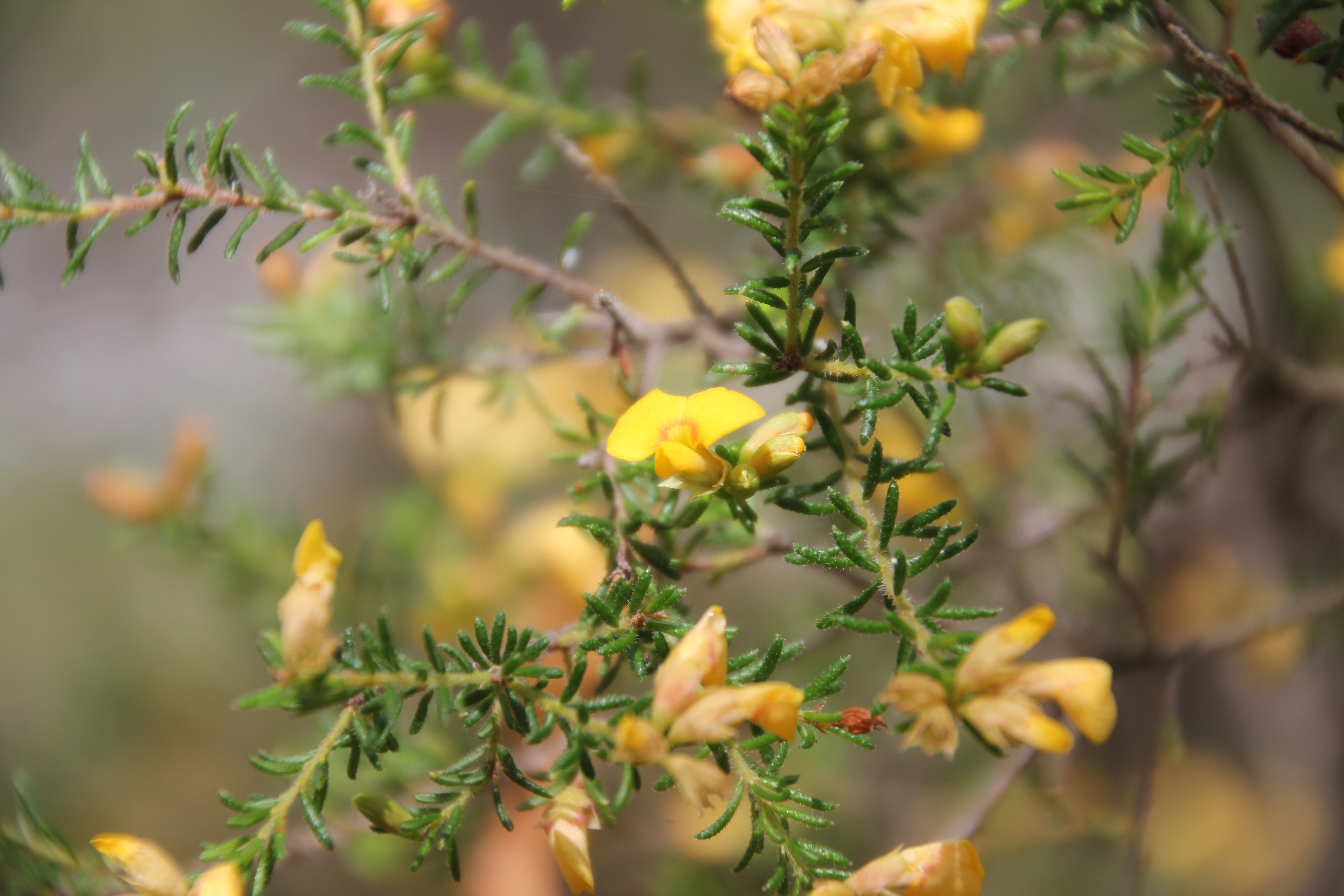